# Медина Салинас, Марио Меланио
Марио Меланио Медина Салинас (исп. Mario Melanio Medina Salinas, 22 октября 1939 года, Фернандо-де-ла-Мора, Парагвай) — католический прелат, первый епископ Бенхамина-Асеваля с 28 июня 1980 года по 8 июля 1997 года, епископ Сан-Хуан-Баутиста-де-лас-Мисьонеса с 8 июля 1997 года.

## Биография
Родился 22 октября 1939 года в населённом пункте Фернандо-де-ла-Мора, Парагвай. 17 мая 1970 года был рукоположен в священника.
28 июня 1980 года Римский папа Иоанн Павел II назначил Марио Меланио Медину Салинаса епископом Бенхамина-Асеваля. 10 августа 1980 года состоялось рукоположение в епископа, которое совершил апостольский нунций в Парагвае и титулярный архиепископ Ипреса Йозеф Меес в сослужении с титулярным епископом Бореума Синфориано Лукасом Рохо и епископом-эмеритом Сан-Хуан-Баутиста-де-лас-Мисьонеса Карлосом Мильсиадесом Вильяльбой Акино.
8 июля 1997 года назначен епископом Сан-Хуан-Баутиста-де-лас-Мисьонеса.